# Gualeguay
Gualeguay è una città della provincia argentina di Entre Ríos, capoluogo del dipartimento omonimo.
È la quinta città della provincia per numero di abitanti dopo Paraná, Concordia, Gualeguaychú e Concepción del Uruguay.

## Geografia
Gualeguay sorge sulla sponda destra del fiume omonimo ed è situata a 232 km a nord-ovest da Buenos Aires.

## Storia
Fu fondata ufficialmente il 19 marzo 1783 da Tomás de Rocamora, su ordine di Juan José de Vértiz y Salcedo viceré del Rìo de la Plata, come Villa de San Antonio de Gualeguay Grande.
Nell'agosto 1837 giunse a Gualeguay gravemente ferito in uno scontro a fuoco con gli uruguaiani Giuseppe Garibaldi, all'epoca corsaro della marina riograndese. Curato e assistito dal medico Jacinto Andreu, il futuro Eroe dei Due Mondi fu messo agli arresti, sebbene avesse la possibilità di muoversi liberamente nella città e nel suo distretto grazie all'intercessione del governatore entrerriano Pascual Echagüe. Avvertito il pericolo di un suo probabile trasferimento a Paraná e di una successiva estradizione in Brasile, Garibaldi si diede alla fuga con l'obbiettivo di raggiungere Ibicuy e da lì Montevideo. Tradito dalla guida fornitagli dai suoi seguaci, fu nuovamente arrestato dai gendarmi e ricondotto in catene a Gualeguay. Qui il governatore cittadino Leonardo Millan lo fece legare e torturare nel tentativo di scoprire le identità di coloro i quali lo avevano aiutato nel suo tentativo di fuga. Per tutta risposta Garibaldi sputò in faccia al suo aguzzino prima di perdere completamente i sensi. Grazie all'intercessione di Echagüe, sollecitato dalla popolazione di Gualeguay, Garibaldi fu rilasciato e lasciato libero di raggiungere Paraná da dove poi, nel giugno 1838, partì alla volta di Montevideo.
Nei decenni successivi la zona fu popolata da numerosi immigrati di origine italiana e spagnola grazie alla vicinanza con le vie d'acqua della regione.
Nel 1866 la località fu raggiunta dalla ferrovia.

## Monumenti e luoghi d'interesse
- Chiesa di Sant'Antonio, costruita nel 1882 in stile neoclassico italiano[1].

## Cultura

### Istruzione

#### Musei
- Museo "Juan B. Ambrosetti"
- Museo "Matt Lamb"
- Casa della Cultura "Museo Quirós"

### Teatri
- Teatro Italia, costruito nel 1874, per iniziativa della locale società italiana[2].

## Infrastrutture e trasporti
Gualeguay sorge lungo la strada nazionale 12 che unisce la regione della Mesopotamia con la provincia di Buenos Aires.